# Barzillai Gannett
Barzillai Gannett, född 17 juni 1764 i Bridgewater, Massachusetts, död 1832 i New York City, var en amerikansk politiker (demokrat-republikan). Han representerade delstaten Massachusetts 17:e distrikt i USA:s representanthus 1809–1812.
Gannett utexaminerades 1785 från Harvard University. Han studerade teologi men arbetade aldrig som präst. Han bodde sedan i Pittston i nuvarande Maine och flyttade i början av 1800-talet till Gardiner. Han var postmästare i Gardiner 1804–1809.
Gannett efterträdde 1809 John Chandler som kongressledamot. Han avgick 1812 och efterträddes av Francis Carr.